# Морской Никольский собор (Кронштадт)
Морско́й Нико́льский собо́р (Морско́й собо́р святи́теля Никола́я Чудотво́рца, Ставропигиа́льный Нико́льский морско́й собо́р) — православный храм в Кронштадте, последний и самый крупный из морских соборов, построенных в Российской империи. Сооружён в 1903—1913 годах в неовизантийском стиле по проекту архитектора Косякова.
В. А. Косяков писал в 1910 году: «С 1902 года в городе Кронштадт производится постройка Морского Собора — памятника чинам флота, погибшим при исполнении служебного долга… Храм сооружается по высочайше одобренному проекту и во всё время хода постройки является предметом особого внимания их императорских величеств».
Приход храма относится к Санкт-Петербургской епархии РПЦ, входит в состав Кронштадтского благочиния. Ставропигиальный статус собора указывает на его прямое подчинение патриарху. Настоятель собора — архимандрит Алексий (Ганьжин).
С мая 2013 года считается главным храмом ВМФ РФ.

## История

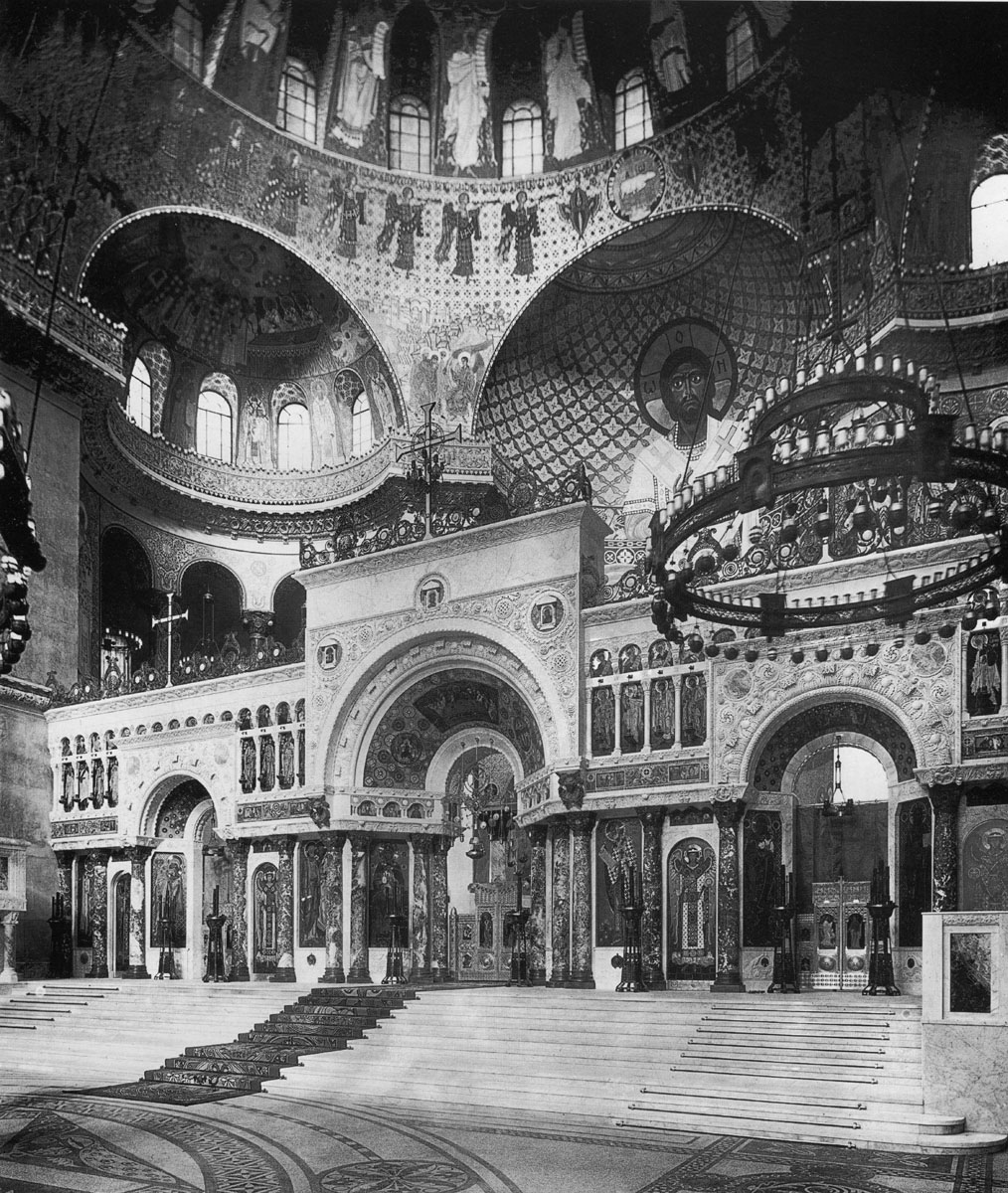
Интерьер собора. Фото 1914 года

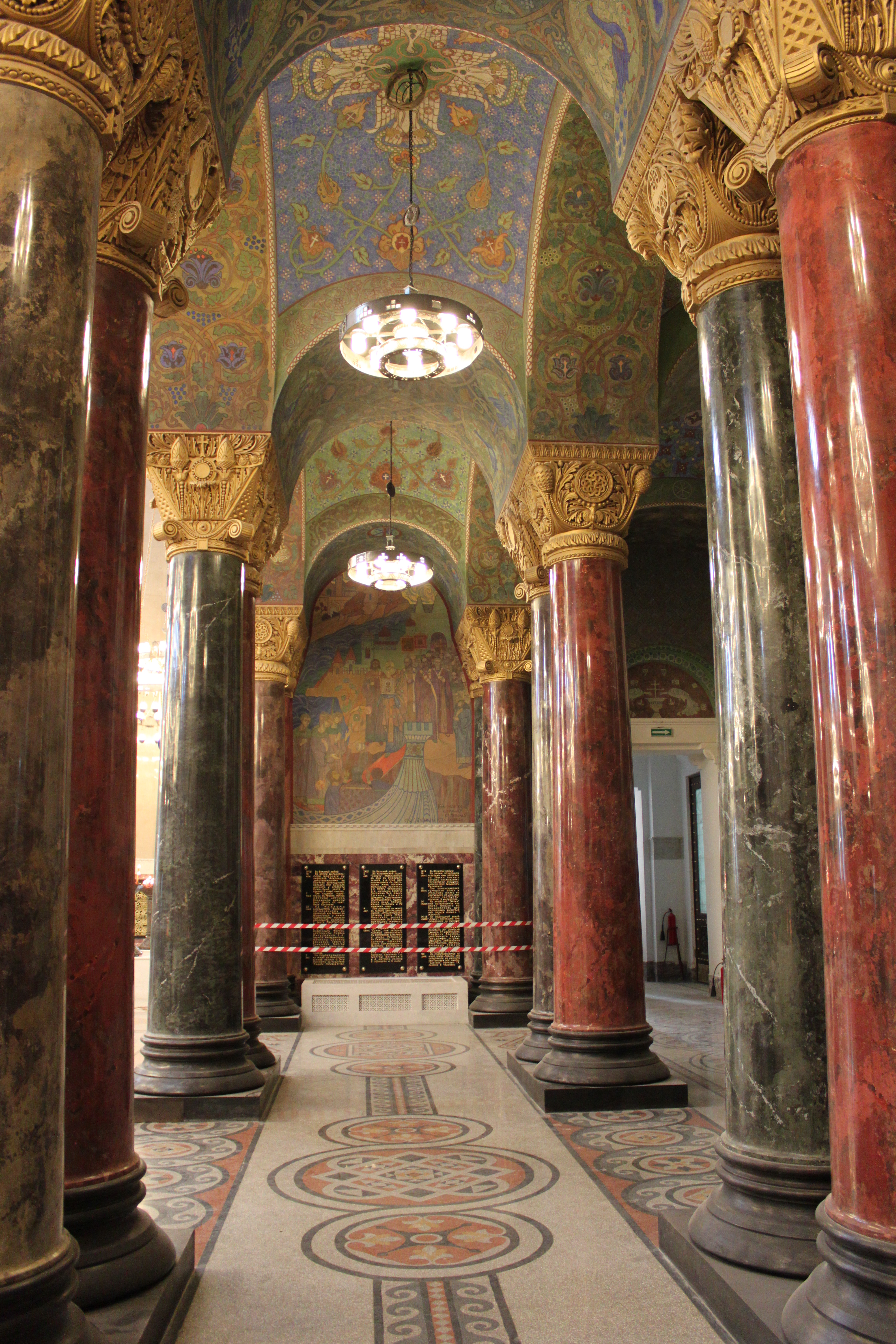
Внутреннее убранство собора призвано напоминать храмы Византии

Вопрос о строительстве вместительного собора в Кронштадте поднимался ещё с 1830-х годов, тем не менее только ходатайство вице-адмирала Казнаковa получило в 1897 году высочайшее разрешение открыть подписку добровольных пожертвований на постройку храма.
По инициативе первого протопресвитера военного и морского духовенства Желобовского велось строительство сотен войсковых храмов. Именно он инициировал строительство Морского собора в Кронштадте.
Возведение храма было решено вести на Якорной площади, на которой ранее лежали старые якоря, представлявшей свободное пространство, позволявшее устроить также парк вокруг собора и площадь для крестных ходов. Условием для составления проекта было то, чтобы высота купола позволила собору служить ориентиром с моря, а крест морского храма был первым, что бросалось в глаза мореплавателю.

### В XX веке
В апреле 1901 года был принят проект архитектора Косякова, высочайше утверждённый 21 мая (3 июня) 1901 года. В проектировании собора также участвовали гражданские инженеры Шаверновский и Виксель.
1 (14) сентября 1902 года началась постройка собора, которую предварил молебен, совершённый протоиереем Иоанном Кронштадтским в присутствии вице-адмирала Макарова.
8 (21) мая 1903 года состоялась торжественная закладка собора в присутствии императора Николая II, императриц Александры Фёдоровны и Марии Фёдоровны, великих князей Михаила, Алексея и Владимира Александровичей. По окончании молебна с орудий крепости и кораблей, находившихся на рейдах, был произведён салют в 31 выстрел. В тот же день император и его окружение посадили в сквере вокруг собора 32 годовалых дуба.
В 1907 году храм был вчерне готов, началась внутренняя отделка. Стоимость строительства собора составила 1 876 000 рублей.
Освящение собора состоялось 10 (23) июня 1913 года в Высочайшем присутствии. Освящал Храм протопресвитер военного и морского духовенства Шавельский в сослужении настоятеля петербургского Адмиралтейского собора митрофорного протоиерея Ставровского и сонма кронштадтского духовенства и морских чинов при стечении тысяч молящихся.
Собор состоял в приходе кронштадтского морского Богоявленского собора, службы проводились до 1927 года.
1 июня 1929 года президиум Леноблисполкома вынес постановление о закрытии храма и передаче здания для использования «под культурно-просветительские цели».
Приходской совет обратился во ВЦИК с просьбой оставить храм верующим.
Президиум ВЦИК отклонил ходатайство верующих и разрешил использование собора «под культурные цели».
Последнее собрание членов Приходского совета состоялось 27 сентября 1929 года.
14 октября 1929 года храм был окончательно закрыт. Был составлен акт приёма-передачи здания и церковного имущества от Приходского совета. Имущество собора по оценочной описи в основном перешло в ведение Государственного фонда.
14 февраля 1930 года на Якорной площади состоялся антирелигиозный митинг. С храма сбросили колокола и кресты.
После закрытия собор был переоборудован в кинотеатр имени Максима Горького, вследствие этого здание храма прозвали «Максимкой». С куполов смыли позолоту, отломали позолоченные части икон, демонтировали мраморный иконостас, замазали штукатуркой мозаичные иконы, закрасили росписи, забрали из храма реликвии из галереи военно-морской славы и всё церковное имущество. Со стен галерей и алтаря демонтировали мраморные памятные доски вечного поминовения погибших российских военных моряков и флотских священнослужителей и использовали их при строительстве хозяйственных объектов.

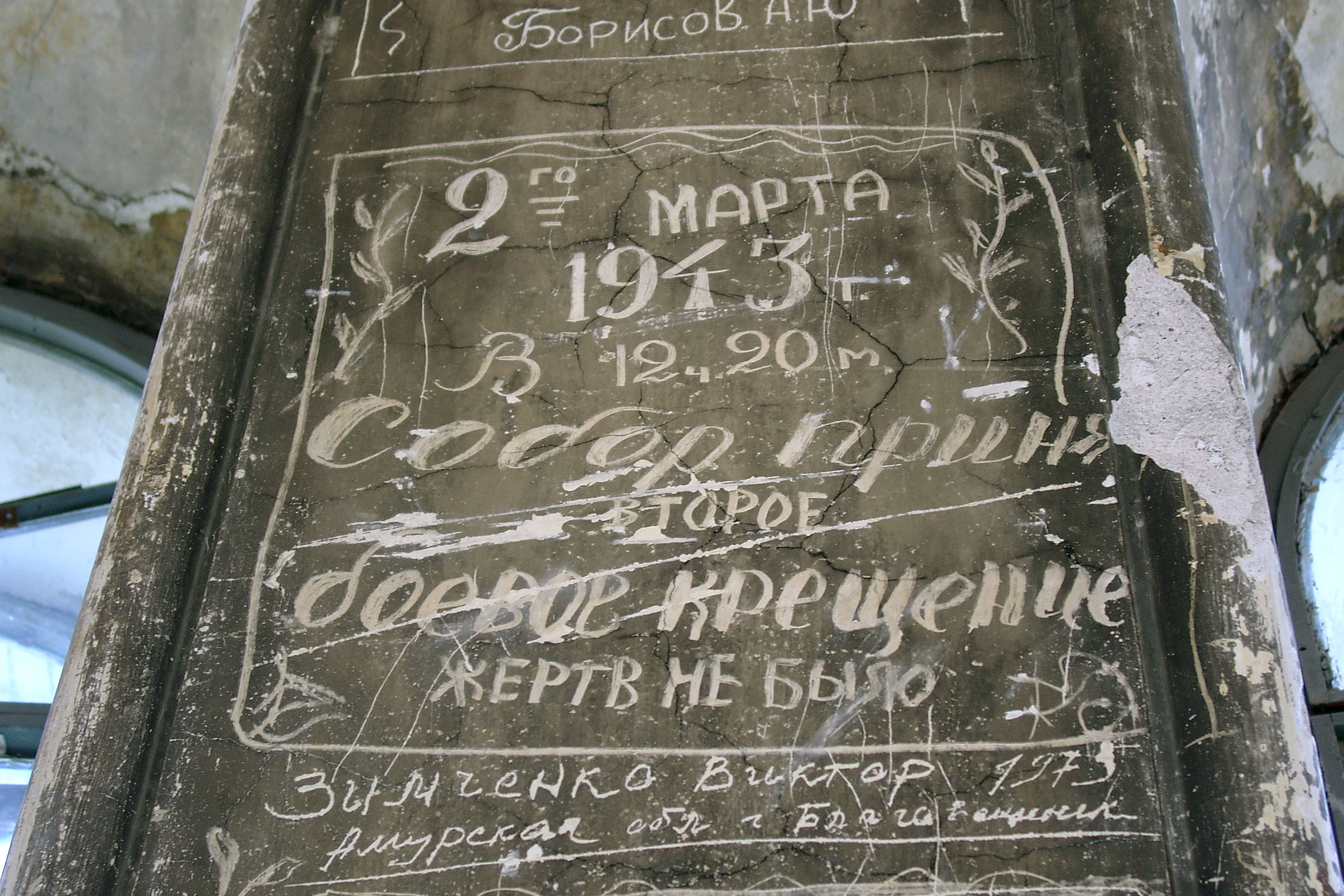
Надпись времён Великой Отечественной войны под куполом собора (до реставрации)

В годы Великой Отечественной войны в пространстве под куполом храма был размещён наблюдательный и корректировочный пост корабельной и береговой артиллерии Кронштадта. Во время артобстрелов в собор попало несколько артиллерийских снарядов. В ходе реставрации, завершившейся в 2013 году, было решено сохранить в северной части Морского собора след от неразорвавшейся немецкой бомбы, пробившей купол и упавшей на гранитный пол в 1943 году.
В 1956 году в здании собора появился клуб Кронштадтской крепости и концертный зал на 1250 мест с театральной сценой.

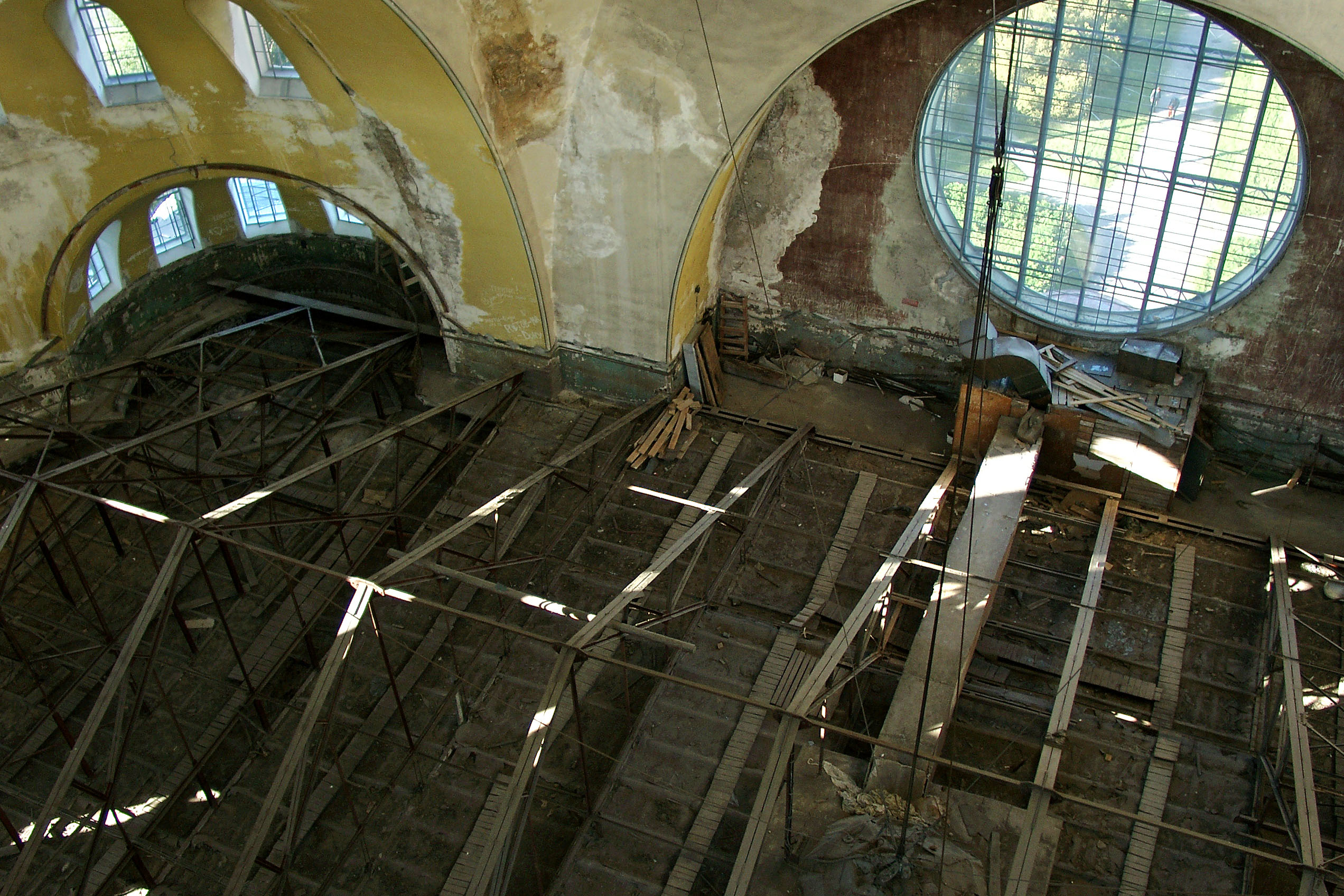
Подвесной потолок концертного зала, построенный в 1956 году, вид сверху (до реставрации)

Тогда входящий в храм не увидел бы прежней роскоши и величия. Центральный зал после реконструкции 1954 года был разделён подвесным потолком. Использовалась только одна треть объёма. О былом великолепии напоминали аркады галерей второго этажа — тогда здесь был балкон концертного зала.
Сохранялся византийский орнамент на сводах, колоннада искусственного мрамора, ажурные капители. На месте иконостаса была устроена театральная сцена. Узкая лестница вела в подкупольное пространство — по ней никто не ходил, наверху царило запустение. Сквозь выбитые окна веял ветер и лились дожди, а виднеющиеся на куполе звёзды можно было спутать с настоящими. На многие десятилетия здесь обосновались голуби. Лишь на потрескавшейся стене был виден побледневший от непогоды лик херувима…

В 1974 году в соборе открылся филиал Центрального военно-морского музея.
Морской Николаевский собор изначально задуман был как храм-памятник всем когда-либо погибшим морякам. Внутри него были расположены чёрные и белые мраморные доски. Чёрные — с именами офицеров морского ведомства, погибших в боях и при исполнении своего служебного долга; нижние чины обозначались не по именам, а шли общим числом, за исключением тех, кто совершил выдающийся подвиг и чьи имена занесены отдельно. На белых мраморных досках, расположенных в алтаре, были запечатлены имена священнослужителей, служивших на военно-морских судах и погибших в море. Белые и чёрные мраморные доски, хранившие память о подвигах русских моряков, всех флотов и флотилий, были сняты и пущены на хозяйственные нужды (электрощиты, ступени, надгробия).

### В XXI веке

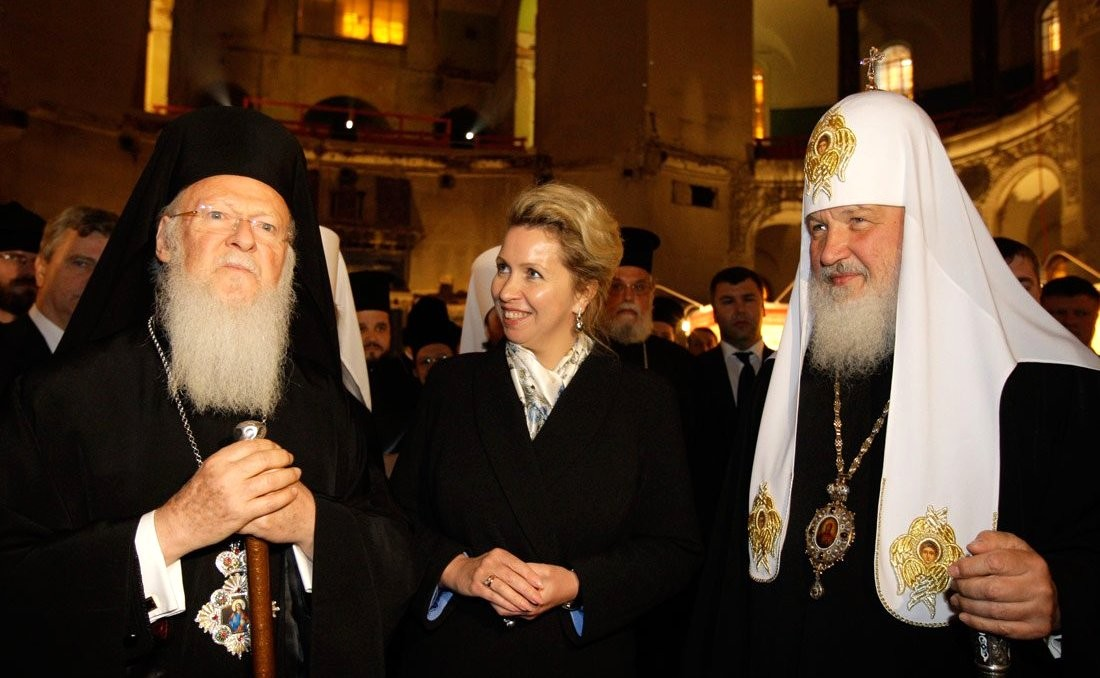
Патриарх Константинопольский Варфоломей, супруга президента РФ С. В. Медведева и патриарх Московский Кирилл в соборе. 2012 год

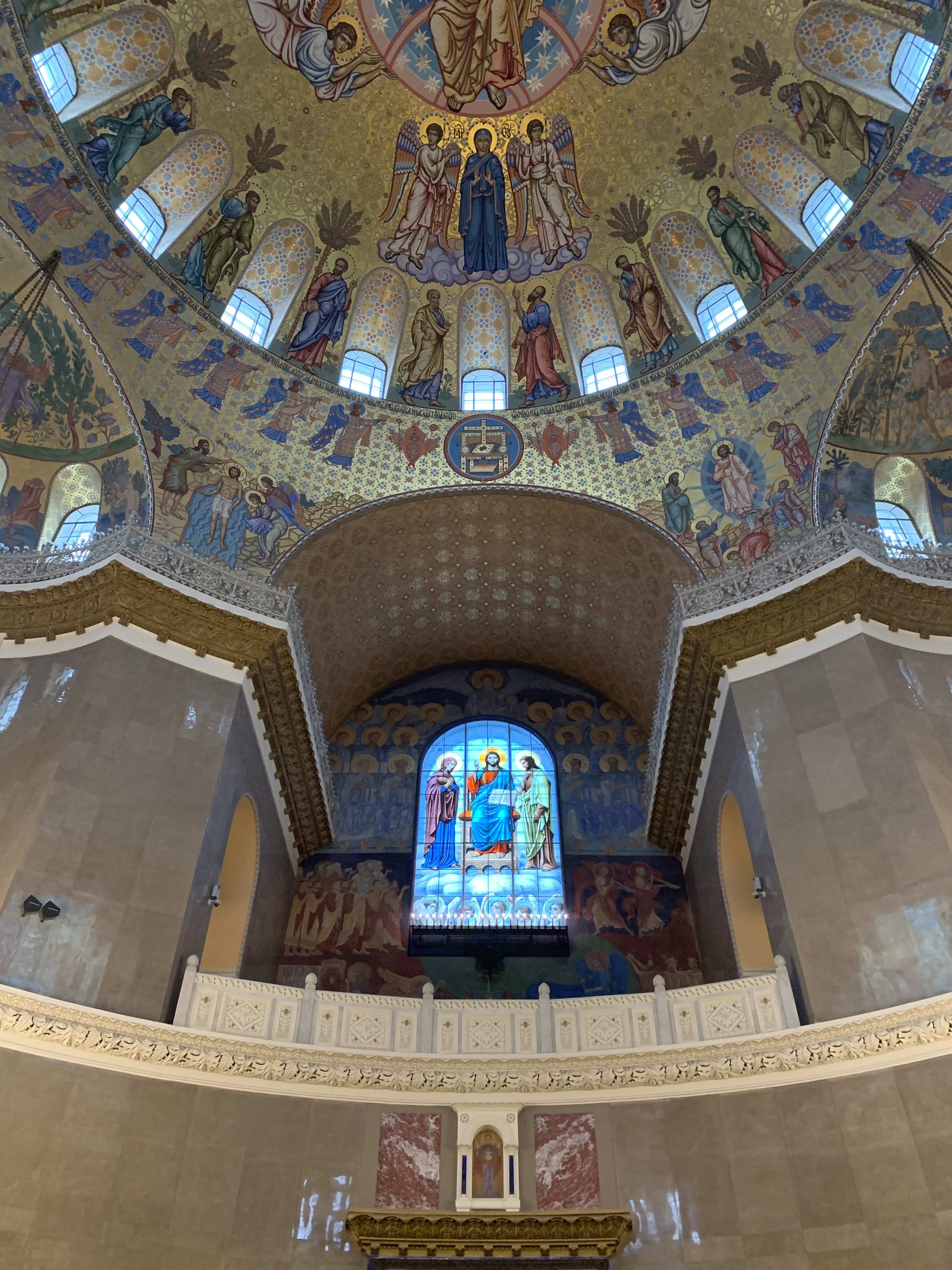
В Никольском морском соборе

В 2002 году на соборной колокольне был установлен православный крест. В Никольском Морском соборе продолжалась реставрация. Успешно прошли переговоры между морским ведомством и РПЦ о передаче Морского собора в подчинение церкви. Но Морской собор церкви передан не был. 19 ноября стало известно о принятия закона, по которому имущество религиозного назначения в РФ передаётся церквям.
19 декабря 2005 года состоялась первая за 75 лет литургия.
20 ноября 2010 года в храме служил патриарх Кирилл, причём это богослужение транслировалось петербургским телевидением.
19 апреля 2012 года патриарх Кирилл совершил чин малого освящения собора в присутствии президента РФ Д. Медведева.
Реставрационные работы в соборе велись до весны 2013 года, предполагалось, что при этом по выходным и праздникам будут проводиться службы. Однако в июне 2013 года ещё сохранялись проблемы с доступом в храм, вызванные неясным юридическим статусом здания.
В рамках реставрации мастерами из Златоуста Александром, Ниной и Денисом Лохтачевыми была изготовлена серебряная водосвятная чаша, выполненная по эскизам В. А. Косякова. Орнамент на чаше выполнен с учётом стиля и технологий конца XIX — начала XX веков. Вес чаши составил более 11 кг.
16 мая 2014 года по согласованию с митрополитом Санкт-Петербургским и Ладожским Варсонофием патриарх Кирилл назначил председателя епархиального отдела по связям с Вооружёнными Силами и правоохранительными учреждениями архимандрита Алексия (Ганьжина) настоятелем кронштадтского Никольского морского ставропигиального собора.

## Духовенство
| Настоятели церкви             | Настоятели церкви                                                                             |
| Даты                          | Настоятель                                                                                    |
| ----------------------------- | --------------------------------------------------------------------------------------------- |
| 1913 — декабрь 1918           | протоиерей Василий Иоаннович Погодин (1862 — декабрь 1918)                                    |
| январь 1919 — июль 1919       | священник Венедикт (Плотников) (1872—1937, расстрелян)                                        |
| 3 июля 1919 — февраль 1920    | священник Василий Матвеевич Братолюбов (1873 — 28 марта 1921, расстрелян)                     |
| февраль 1920 — май 1920       | митрофорный протоиерей Павел Виноградов, 1920 арестован (11.07.1874 — 09.03.1938, расстрелян) |
| май 1920 — март 1921          | священник Василий Братолюбов ( — 28 марта 1921, расстрелян)                                   |
| март 1921—1927                | протоиерей Иосиф Антонович Чепик                                                              |
| май 1927 — 14 октября 1929    | протоиерей Михаил Кравченко                                                                   |
| 14 октября 1929—2005          | храм не действовал                                                                            |
| октябрь 2005—2014             | протоиерей Святослав Викторович Мельник (род. 1965)                                           |
| 16 мая 2014 — настоящее время | архимандрит Алексий (Ганьжин) (род. 1960)                                                     |

## Архитектура
|                                                     |                                              |                                                             |                                                |
| Главный (западный) фасад архитектор Василий Косяков | Поперечный разрез архитектор Василий Косяков | Проект барельефа «Альфа и Омега» Василий и Георгий Косяковы | Проект Семисвечника Василий и Георгий Косяковы |

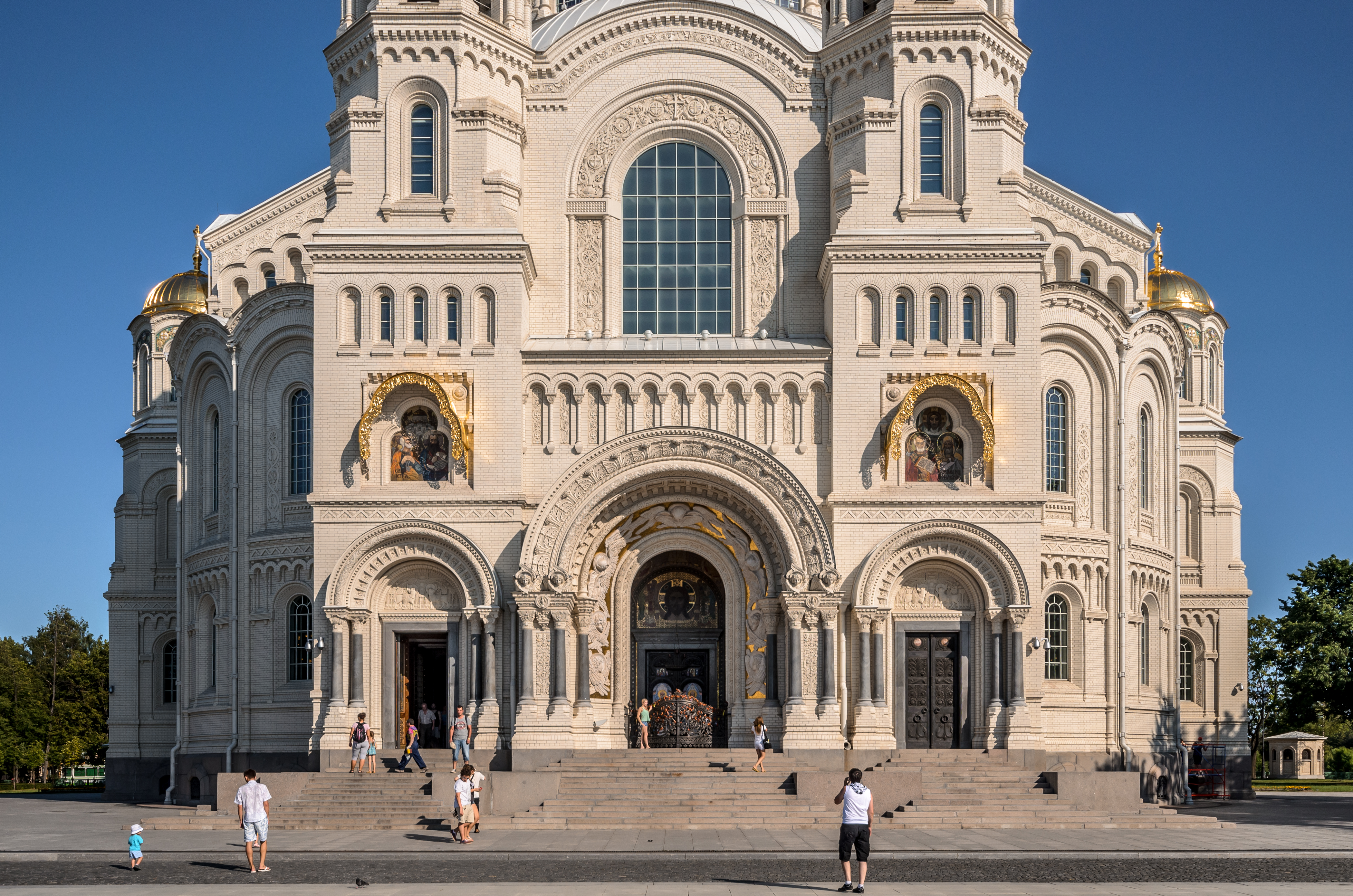
Главный западный фасад, выходящий на Якорную площадь

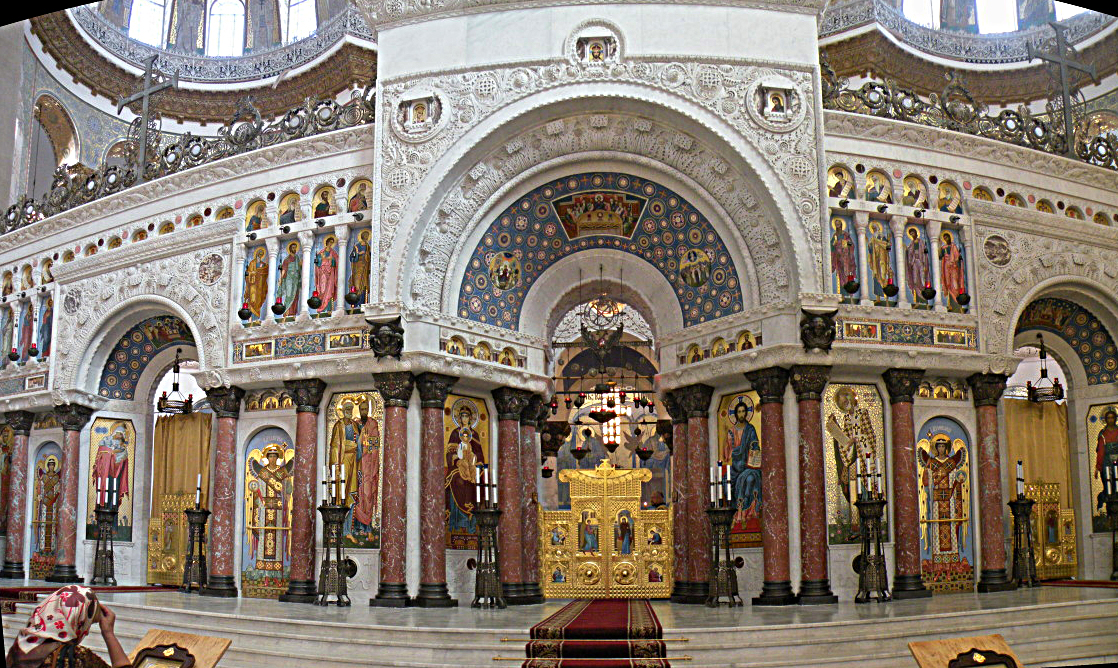
Иконостас. Современный вид

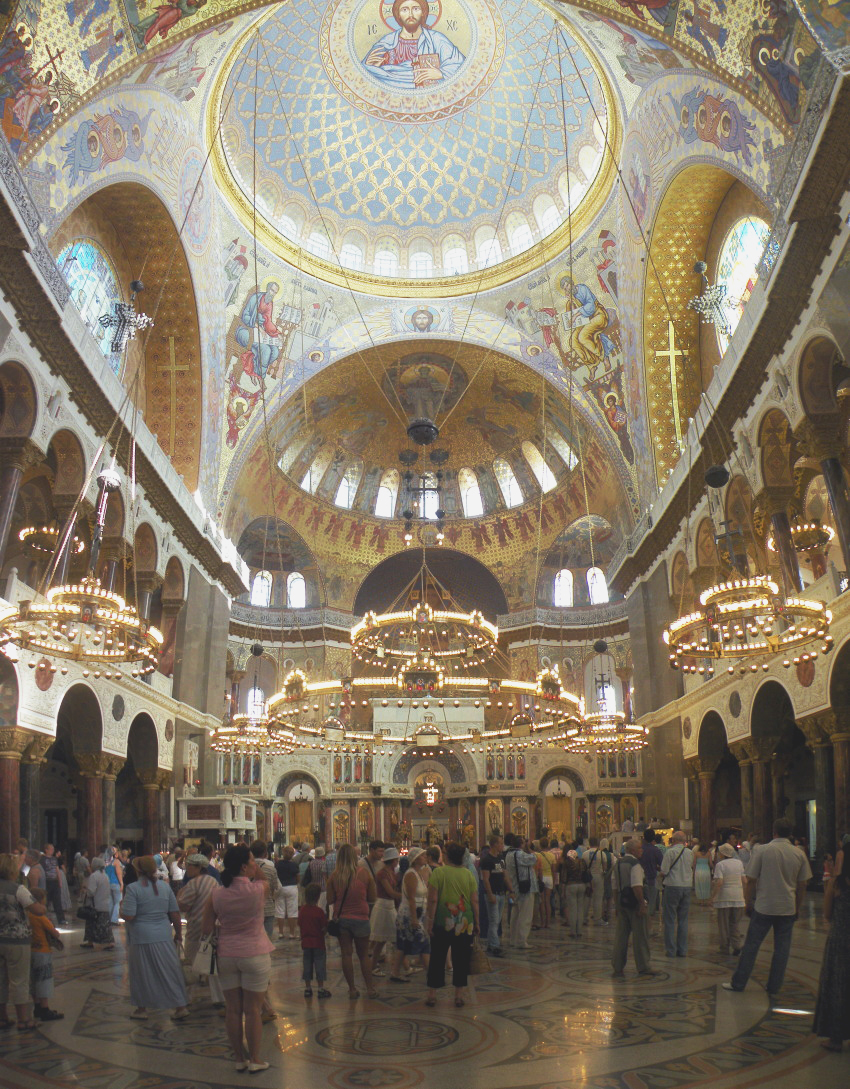
Интерьер. Современный вид

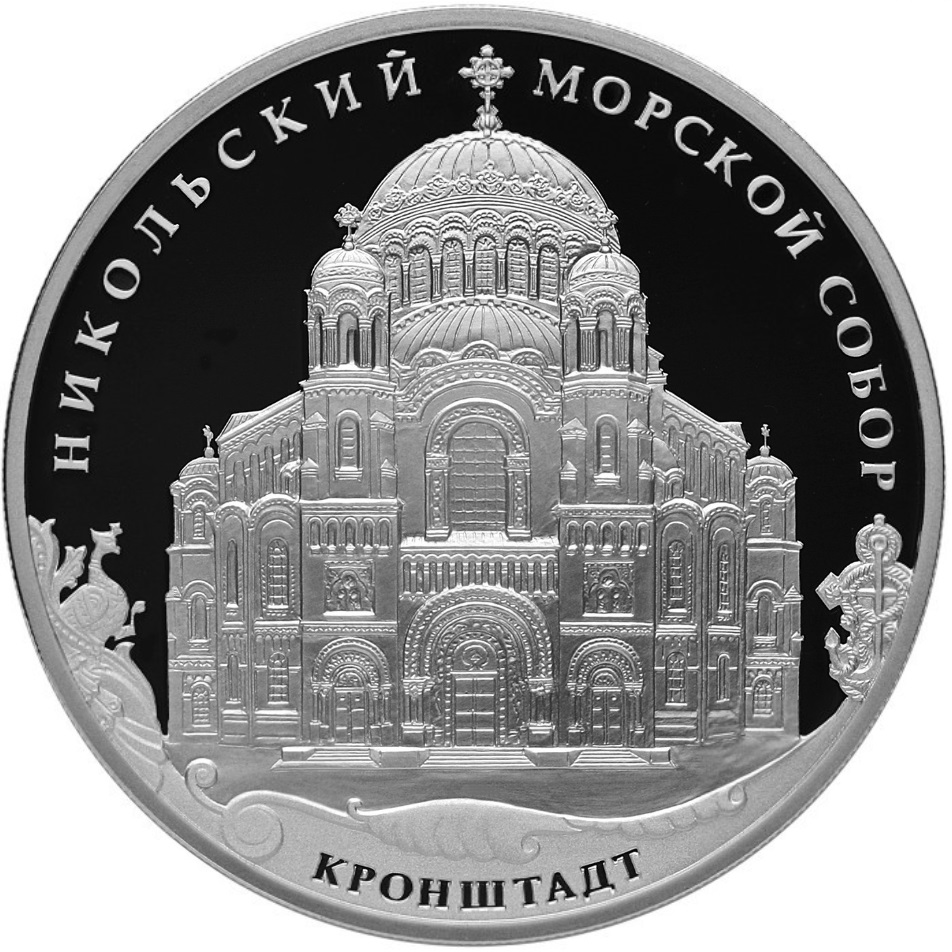
Никольский Морской собор. Монета Банка России из серии «Памятники архитектуры России», 3 рубля, серебро, 2013 год

Никольский Морской собор выстроен в неовизантийском стиле. В целом, храм повторяет объёмно-планировочную структуру собора Святой Софии в Константинополе. Это заметно во всех основных элементах кронштадтского храма — устройстве центрального купола на низком барабане с множеством окон, в интерьере опирающемся на четыре арки, перекинутые между гигантскими угловыми пилонами, наличии боковых полукуполов с востока и запада, один из которых (восточный), перетекает в три полукупола апсид ещё меньшего размера. В несколько переработанном, но вполне узнаваемом виде в кронштадском храме присутствует и двухъярусные колоннады боковых нефов, характерные для Святой Софии.
Росписи и мозаики на фасадах и в интерьерах Морского собора исполнены также под влиянием образцов византийского искусства. При этом в облике Морского собора присутствуют и явные цитаты средневековой западноевропейской (романской, и отчасти, готической архитектуры): две башни-колокольни на главном западном фасаде, тройной перспективный портал (там же), большие круглые окна в центре боковых фасадов. Уникальной особенностью Морского собора, по сравнению с византийскими храмами, является и обширный цокольный этаж-крипта. Мотив позолоченного рельефного оформления куполов восходит к храмовым постройкам русского барокко, возведённым по проектам Б. Ф. Растрелли.
По абсолютным размерам кронштадтский храм несколько меньше своего византийского прототипа. Для сравнения: диаметр купола Святой Софии — 31 метр, а диаметр купола Морского собора — 26,7 м; высота обоих зданий соответственно равна 56 и 52 метрам; длина — соответственно 81 и 83 м; ширина — 72 и 64 м. Дополнительно отметим, что сторона подкупольного квадрата в интерьере составляет 24 м; пролёты главных арок — 23 м; высота до основания главного купола — 52 м. Общая высота Морского собора с крестом — 75,3 м. Это самое высокое здание в Кронштадте.
Фасады собора облицованы кирпичом и терракотой и украшен гранитными цоколем и колоннами порталов, а также, в небольшом количестве, майоликой и мозаикой. Иконы на фасадах были исполнены в мозаичной мастерской В. А. Фролова:
- Западный центральный портал украшен мозаичными изображениями Спаса Нерукотворного, двумя сюжетами из жизни святителя Николая Чудотворца, символами евангелистов и орнаментами.
- Над боковыми порталами главного входа, находятся иконы святых, которым посвящены приделы:
  - слева — святых апостолов Петра и Павла;
  - справа — святителя Николая чудотворца и преподобного Иоанна Рыльского.
- Над северным порталом — образ Божией Матери;
- Над южным порталом — святителя Митрофания.

Главный купол и купола звонниц украшены медными рельефными орнаментами, вызолоченными по мордану.
В восточной части находятся ещё два входа, предназначавшиеся для духовенства, с богато декорированными бронзовым орнаментом дверями.
Над главным внутренним пространством господствует центральный купол диаметром около 27 метров. Подкупольное пространство окружено двухъярусными галереями-хорами.
Роспись была только в алтаре, парусах и на сводах северных и южных хор работы художника М. М. Васильева. Рисунок был выполнен частично под мозаику, частично под фрески. При реставрации храма было решено закончить роспись.
Остальные части храма были окрашены ровным колером. Хоры поддерживаются колоннами, которые увенчаны капителями и, как и наличники внутренних дверных проёмов, покрыты искусственным мрамором. Карнизы покрыты лепными орнаментами. Стены в нижней части были обнесены высокой панелью из цветного мрамора, где на чёрных досках предполагалось высекать имена погибших чинов флота.
Алтарная часть приподнята в высоту на 4 метра. Иконостас работы скульптора Н. А. Попова по проекту В. А. и Г. А. Косяковых был исполнен из белого мрамора с мозаичными вставками. Над главным престолом возвышалась мраморная сень. Боковые приделы святых Петра и Павла и преподобного Иоанна Рыльского не были отделены от главного. В левой части солеи находилась мраморная кафедра для проповедей. Она была декорирована колонками и мраморными панелями, а также изображением Святого Духа в виде голубя. Иконостас был уничтожен в 1929 году и был полностью воссоздан по эскизам, архивным фотографиям и материалам.
Пол был устлан мелким мрамором в тонкой медной оправе и украшен мозаичными фигурами рыб и медуз, изображениями морских растений и кораблей. Орнамент пола геометрический и состоит из ромбов, квадратов и треугольников.
В восточной части хор находились парадная ризница и место для хора. Там же хранились иконы с упразднённых судов. На первом этаже размещались ризница и библиотека.
Огромные круглые окна храма, напоминающие иллюминаторы, были украшены витражами. Все стекольные работы в храме выполнило Северное Стекольно-промышленное общество, а значит, витражи созданы знаменитой мастерской, принадлежащей братьям Франк. Пока не установлено, кто тогда, сто лет назад проектировал и собирал гигантские стеклянные полотна. Всего витражей в соборе было пять, два имели невероятные размеры — площадью по 52 квадратных метра каждое, и были сомасштабны всему грандиозному интерьеру. Эти круглые окна на момент их установки в 1913 году были, несомненно, самыми большими витражами в Российской империи.
Западное окно с изображением „Деисуса“ воссоздано по сохранившейся чёрно-белой фотографии. Три фигуры в канонической композиции, — Иисуса Христа, Богоматери и Иоанна Крестителя, решены в духе работ В. М. Васнецова, самого популярного и востребованного церковью художника в начале XX века. Два других окна первого яруса: „Распятие с предстоящими“ с северной стороны и „Чудесный улов“ с южной — созданы заново в соответствии с духом эпохи и стилистикой церковной настенной живописи начала XX века.
Воссозданием этих огромных стеклянных полотен в 2011—2012 годах занималась петербургская мастерская Алексея Яковлева.
Морской собор является памятником всем чинам Российского императорского флота, база которого в Кронштадте создана Петром I.

### Прилегающая территория
Рядом с собором расположены два сквера — южный и северный.
В северном сквере был расположен закладной камень на месте будущего монумента участникам антибольшевистского восстания 1921 года, впоследствии он исчез.